# Resende Costa
Resende Costa is een gemeente in de Braziliaanse deelstaat Minas Gerais. De gemeente telt 10.941 inwoners (schatting 2009).

## Aangrenzende gemeenten
De gemeente grenst aan Coronel Xavier Chaves, Desterro de Entre Rios, Entre Rios de Minas, Lagoa Dourada, Oliveira, Passa Tempo, Ritápolis en São Tiago.

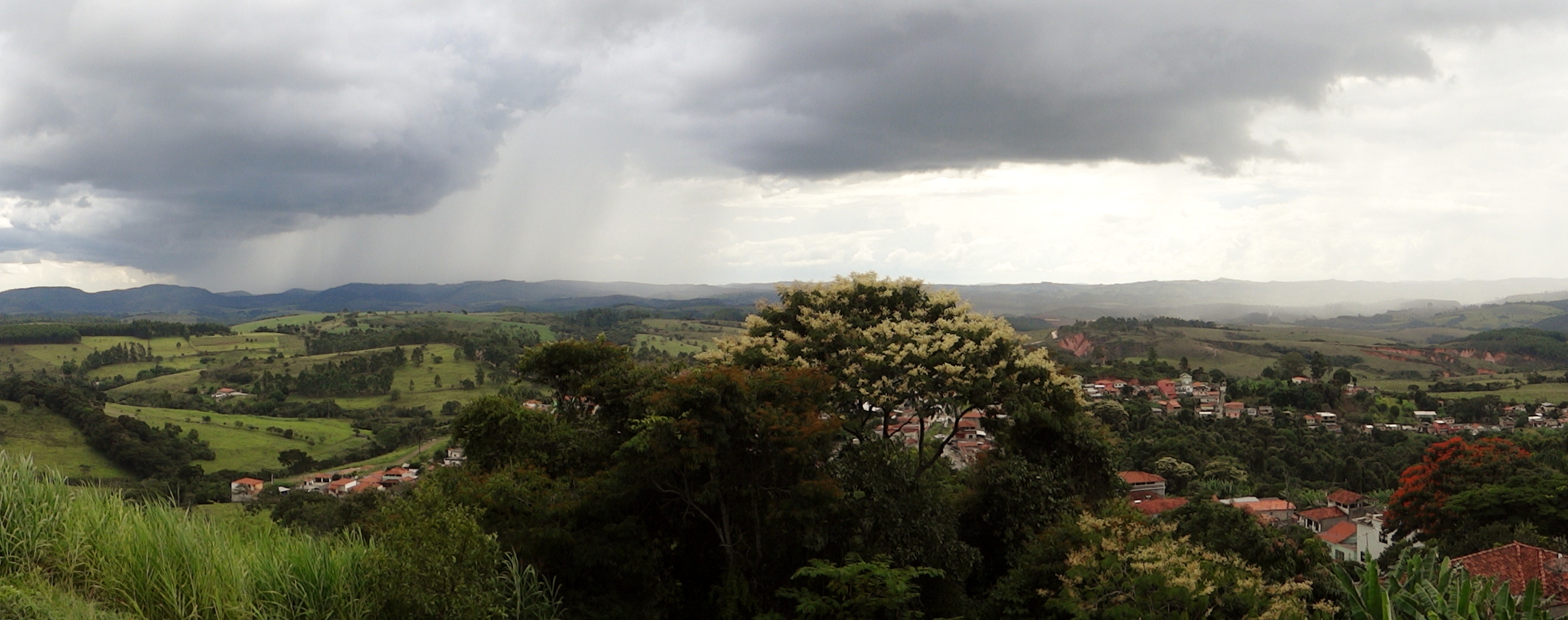
Het landschap in Resende Costa